# Pleurothallis fastidiosa
Pleurothallis fastidiosa är en orkidéart som beskrevs av Carlyle August Luer. Pleurothallis fastidiosa ingår i släktet Pleurothallis och familjen orkidéer. Inga underarter finns listade i Catalogue of Life.